# Hans Lipschis
Hans Lipschis, geboren als Antanas Lipšys, (* 7. November 1919 in Kretinga, Litauen; † 16. Juni 2016 in Aalen)  war als Angehöriger der Waffen-SS von 1941 bis 1944 im KZ Auschwitz tätig. 1956 bis 1983 lebte er in den USA und zog 1983 freiwillig nach Deutschland, als er abgeschoben werden sollte. 2013 setzte ihn das Simon Wiesenthal Center  auf seine Liste der 10 meistgesuchten Nazi-Kriegsverbrecher. Am 6. Mai 2013 wurde er von der Polizei Baden-Württemberg in Aalen verhaftet. Ihm wurde Beihilfe zum Mord in 9.000 Fällen vorgeworfen. Im Dezember 2013 erfolgte seine Entlassung aus dem Justizvollzugskrankenhaus Hohenasperg, da eine beginnende Demenz diagnostiziert wurde.

## Leben
Hans Lipschis wurde als Sohn des Bauern Johas Lipsys und seiner Frau Marija geboren. Er hatte drei Schwestern. Die Familie bewirtschaftete vier Hektar Land in Kretinga, welches an der Grenze zum Memelland lag. Die Familie hatte die litauische Staatsbürgerschaft. Als Litauen im Deutsch-Sowjetischen Grenz- und Freundschaftsvertrag der Sowjetunion als Interessensphäre zugesprochen worden war, besetzten im Juni 1940 Soldaten der Roten Armee Litauen. Wenig später begannen deutsche und sowjetische Diplomaten über einen Bevölkerungsaustausch zu verhandeln. Die Lipsys waren nach den Kriterien des deutsch-sowjetischen Abkommens als Volksdeutsche umsiedlungsberechtigt. Wie rund 50.000 Litauendeutsche siedelten die Lipsys im Frühjahr 1941 „heim ins Reich“, wie die Formel der NS-Propaganda lautete. Die Familie Lipsys kamen in ein Umsiedlungslager im Landkreis Flatow in Pommern. Die Familie Lipsys nahm den Namen Lipschis an, wobei sich der Vater fortan mit Vornamen Johann und der Sohn als Hans bezeichnete. Der früher selbständige Bauer Johann Lipschis musste nun für eine preußische Adelsfamilie arbeiten. Im Umsiedlungslager steht die Familie zunächst unter Arrest. Nur zur Arbeit durften die Lagerbewohner das Lager verlassen. Die NS-Behörden überprüften, ob unter den ehemaligen Sowjetbürgern Spione und Sympathisanten des Kommunismus waren. Hans Lipschis war einer von 468 jungen litauendeutschen Männern aus den Umsiedlerlagern, welche sich freiwillig zur Waffen-SS meldeten. Laut SS-Personalakte arbeitete Lipschis zu diesem Zeitpunkt als Bäcker und lebte mit seinem Vater Johann im Umsiedlungslager Schneidemühl in Pommern. Er trat als Schütze am 23. Oktober 1941 der Waffen-SS bei. Mit 22 anderen Litauendeutschen wurde Hans Lipschis nach Auschwitz versetzt. Er kam in die neu eingerichtete 6. Kompanie des SS-Totenkopf-Sturmbanns Auschwitz.
Am 16. August 1941 beantragte er seine „Aufnahme in den deutschen Staatenverbund“. Im Antrag verwies er auf seine deutsche Abstammung mütterlicher- und väterlicherseits. Auch seine Mitgliedschaft im Kulturverband der Deutschen Litauens führte er auf. Er wurde bei der Waffen-SS am 1. Februar 1943 zum Sturmmann befördert. Am 27. Februar 1943 erhielt Lipschis die Einbürgerungsurkunde vom Regierungspräsidenten in Posen. Am 1. Februar 1944 wurde er zum Rottenführer befördert. Noch am 1. Januar 1945 wurde Hans Lipschis auf der Personalliste des KZ Auschwitz geführt. Akten dokumentierten einen Lazarettaufenthalt in Altötting im Februar/März 1945.
Nach Kriegsende war Lipschis von Mai bis August 1945 britischer Kriegsgefangener in Heide. Anhand von Dokumenten aus dem Archiv des Internationalen Suchdienstes (ITS) in Bad Arolsen lässt sich rekonstruieren, wie der Lebenslauf von Lipschis bis 1951 verlief. Im ITS-Archiv ist seine Akte mit 23 Blättern erhalten geblieben. Er wurde nach vier Monaten Kriegsgefangenschaft entlassen und arbeitete dann bei einem Bauern in Westfalen. Er bekam für seine Arbeit 50 Reichsmark im Monat, freie Kost und Logis. Am 1. Juni 1946 meldete sich Lipschis im DP-Lager Schwarzenbek bei Hamburg. Nach der Ankunft im DP-Lager ließ er sich als litauischer Staatsbürger Antanas Lipsys registrieren, seine Karteikarte vom D.P. Registration Act ist erhalten geblieben.
Am 13. November 1946 füllte er den umfangreichen Fragebogen für DP aus. Er beantwortet den Fragebogen in litauischer Sprache. Unter der Frage 5 b: „Füllen Sie unten aus, welche Arbeit Sie verrichteten, wo und als was ... für jedes angegebene Jahr (mit Anfang September 1939 bis Ende Mai 1945)“ verschwieg Lipsys seinen Dienst als Wachmann im KZ Auschwitz. Laut Fragebogen war Antanas Lipsys zuerst als Koch Soldat der Wehrmacht gewesen und später Frontsoldat der Waffen-SS. Die letzten sieben Kriegsmonate sei er durchgängig im Lazarett gewesen. Ab Oktober 1944 in einem Lazarett in Breslau und ab März 1945 in einem in Hamburg. Auf dem Fragebogen vermerkt er seine Mitgliedschaft in der Waffen-SS ab Oktober 1941. Mit Datum 10. November 1947 findet sich in der Karteikarte der Vermerk, dass Lipschis von Behörden der Sowjetunion gesucht (For prosecution by Russian) wurde. Auf der Karteikarte wurde aber auch gleich Free of prosecution, also Frei von Strafverfolgung, eingetragen.
Im September 1947 heiratete Antanas Lipsys eine schwangere Bekannte aus seinem Heimatort Kretinga. Im Februar 1948 wurde eine Tochter geboren. Die Familie lebte zumindest bis Juli 1951 in einem Lager für Displaced Persons in Geesthacht. Spätere Daten finden sich nicht in der Akte im ITS-Archiv. Nach Recherchen der Welt am Sonntag kam im Jahr 1953 ein Sohn zur Welt. Am 18. Oktober 1956 wanderte die Familie Lipsys in die USA aus. Mit einem Passagierschiff fuhr sie von Bremerhaven nach New York City.
Er lebte bis 1982 unbehelligt in Chicago und wurde US-Bürger. Dort arbeitete er in der Gitarrenfabrik Harmony. 1983 sollte er aufgrund neuer Ermittlungen der US-Justiz nach Deutschland abgeschoben werden und verließ schließlich freiwillig das Land. Da er bei der Einwanderung falsche Angaben machte, kam es damals zur Ausbürgerung von Lipschis. Er war damit der erste mutmaßliche NS-Kriegsverbrecher, der freiwillig die USA verließ und nach Deutschland kam. Er lebte bis zur Verhaftung in Aalen. Seine Ehefrau kam mit nach Deutschland. Die beiden Kinder blieben in den USA. Aus Antanas Lipsys wurde wieder Hans Lipschis.
Im Jahr 1982 war der Auschwitz-Überlebende Miso Vogel, ein Jude aus der Slowakei, von einem Ermittler der Office for Special Investigation (OSI), einer Sondereinheit des US-Justizministeriums, kontaktiert worden. Vogel war vom Mai 1942 bis Oktober 1944 im Konzentrationslager Auschwitz. Der Beamte hatte dessen Namen von einem anderen Auschwitz-Überlebenden bekommen. Er identifizierte damals für das OSI Antanas Lipsys als Auschwitz-Wärter, allerdings konnte er seinen Namen nicht mehr nennen. Vogel war lediglich noch in Erinnerung, dass die abgebildete Person ein „widerlicher SS-Mann“ gewesen sei, der sich ständig Eigentum von Häftlingen angeeignet habe.
In einem Video aus dem Jahr 1989, das auf der Webseite des United States Holocaust Memorial Museum zu finden ist, berichtete Vogel von einer Kindserschießung durch einen SS-Mann Hans Lipsky. Nach seiner Aussage von 1989 arbeitete Lipsky an den Eisenbahngleisen, wo die Gefangenentransporte ankamen. Laut Vogel hat Lipsky unter anderem ein kleines Kind in den Händen eines helfenden Gefangenen erschossen. In den Akten der OSI finden sich hingegen in der Aussage Vogels keine Hinweise zum Mord an einem Kind. Vogel verstarb im November 2000.

## Rolle in Auschwitz
Unklar ist, welche Funktionen Lipschis im KZ Auschwitz-Birkenau hatte. Es sind keine Fotos aus seiner Zeit als SS-Wachmann bekannt. 
Klar ist, dass Lipschis einer von ca. 7.000 SS-Männern im KZ war. Zumindest war er von Oktober 1941 bis September 1943 in der Wachmannschaft eingesetzt. In der Zeit von Lipschis als Wachmann erreichten zwölf Transportzüge mit Gefangenen das KZ. 10.510 Menschen wurden sofort nach Ankunft ermordet. Anfang September 1943 erfolgte seine Abkommandierung in die Verpflegungsabteilung der Zentralverwaltung, Referat IV a 1. Dort wurde er als Koch oder Aufsicht in der SS-Mannschaftsküche eingesetzt.
Lipschis gab im persönlichen Gespräch mit Redakteuren der Welt am Sonntag zu, in Auschwitz gewesen zu sein. Er sei allerdings nur Koch gewesen und habe für die Mannschaften, nicht für die Häftlinge gekocht. Bei Kriegsende sei er an der Ostfront gewesen. Somit habe er das Morden in Auschwitz nicht miterlebt und nicht gesehen. Er habe nur davon gehört.

## Ermittlungen und Verhaftung ab 2013
Das Simon Wiesenthal Center hatte Lipschis 2013 erstmals auf eine Liste der zehn meistgesuchten NS-Verbrecher gesetzt. In Deutschland ermittelt seit einiger Zeit die Zentrale Stelle der Landesjustizverwaltungen zur Aufklärung nationalsozialistischer Verbrechen in Ludwigsburg gegen den damals 93-Jährigen.
Reporter der Welt am Sonntag konnten Lipschis vor seiner Verhaftung im baden-württembergischen Aalen ausfindig machen. Unter ihnen auch der Fotograf Martin Lengemann, der das einzige bekannte Portraitfoto des ehemaligen Waffen-SS Mannes Lipschis anfertigte, welches in der Folge um die Welt ging. 
Die Staatsanwaltschaft Stuttgart ermittelte gegen Hans Lipschis wegen des Vorwurfs der Beihilfe zum Mord durch heimtückische und grausame Tötung in mehr als 9000 Fällen. Er wurde am 6. Mai 2013 verhaftet. Lipschis saß in Untersuchungshaft im Justizvollzugskrankenhaus Hohenasperg, da die Staatsanwaltschaft Stuttgart davon ausging, dass Fluchtgefahr bestand. Da er zu diesem Zeitpunkt 93 Jahre alt war und bei einer Verurteilung eine hohe Strafe zu erwarten sei, müsse er damit rechnen, dass er nie wieder freikomme. Zudem habe Lipschis laut Staatsanwaltschaft Kontakte ins Ausland, wie die USA und ein weiteres außereuropäisches Land. In der Anklageschrift wird ihm vorgeworfen, von Herbst 1941 bis zur Auflösung des Lagers Anfang 1945 Morde im Konzentrationslager Auschwitz-Birkenau unterstützt zu haben. Lipschis machte bei der Staatsanwaltschaft keine Angaben zu den Vorwürfen.
Im Dezember 2013 wurde Lipschis jedoch aus der Untersuchungshaft entlassen, nachdem ein Psychiater eine beginnende Demenz diagnostizierte. Der Psychiater stellte fest, dass die Konzentrationsfähigkeit und das Kurzzeitgedächtnis Lipschis deutlich beeinträchtigt sei und er einem Strafprozess von dieser Größenordnung, Komplexität und Dauer nicht mehr ausreichend folgen könne. Das Landgericht Ellwangen teilte mit, dass Lipschis in seinem Zustand einem derart großen Prozess wahrscheinlich nicht folgen könne und dementsprechend verhandlungsunfähig sei. Bis zur Entlassung von Lipschis hatten nach Angaben der Zeitschrift Der Spiegel rund zehn Personen beantragt, als Nebenkläger zugelassen zu werden. Darunter befanden sich auch ehemalige Auschwitz-Häftlinge. Das Landgericht Ellwangen hatte am 27. Februar 2014 die Eröffnung des Hauptverfahrens abgelehnt, weil Hans Lipschis nicht mehr in der Lage sei, sich angemessen zu verteidigen. Staatsanwaltschaft Stuttgart und Nebenkläger akzeptierten dies letztendlich. Für Untersuchungshaft vom 6. Mai bis 6. Dezember 2013 wurde Lipschis eine Entschädigung zugesprochen. 2015 nahm das Simon Wiesenthal Center ihn von seiner Liste.

## Juristischer Hintergrund
Die Ludwigsburger Zentralstelle hatte Lipschis bereits überprüft, als er in den achtziger Jahren nach Deutschland zurückkam. Der stellvertretende Leiter sei 1983 extra in die USA geflogen, um sich zu informieren. Dieser hatte dann nicht mal Kopien der Akten gemacht. Vorermittlungen wurden nicht aufgenommen. Laut einem Mitarbeiter der Zentralstelle habe das damalige Rechtsverständnis zu der Annahme geführt, dass es nicht für ein Verfahren reichen würde. Der Spiegel sieht in der Verhaftung Lipschis ein Zeichen dafür, dass sich bei Juristen eine „neue Sichtweise durchsetzt.“
Demnach ist es nicht mehr notwendig, dass Tätern bei Nazi-Verbrechen Einzeltaten nachgewiesen werden. Dies war über viele Jahre juristische Praxis. Stattdessen gelte nun, wer beteiligt gewesen sei, machte sich mitschuldig. Dies lässt das Argument von Tätern ins Leere laufen, sie hätten selbst niemanden getötet, sondern nur Befehle befolgt und bei Nichtgehorchen um das eigene Leben fürchten müssen. Jahrzehnte nach Kriegsende ist es für die Justiz laut Der Spiegel oft nahezu unmöglich, eine konkrete Tat nachzuweisen. Dies sei auch im „Fall Lipschis“ so.
Diese Rechtsauffassung hatte im Verfahren gegen den früheren KZ-Aufseher John Demjanjuk die zuständige Strafkammer des Landgerichts München vertreten, dessen Urteil aber nicht rechtskräftig wurde, weil der Angeklagte zuvor verstarb. Ein Mitarbeiter der Zentralen Stelle schreibt, diese Rechtsauffassung sei „nicht neu“: „Die im Demjanjuk-Urteil zugrunde gelegte Deutung ... steht im Einklang mit der älteren Rechtsprechung zu den reinen Vernichtungslagern. Diese Deutung steht darüber hinaus im Einklang mit der aktuellen Rechtsprechung des BGH“.
Lipschis war einer von 30 ehemaligen Angehörigen von KZ-Wachmannschaften, bei denen Vorermittlungen wegen Beihilfe zum Mord durch die Ludwigsburger Zentralstelle im Jahr 2013 abgeschlossen wurden und Akten an die zuständigen Staatsanwaltschaften übergeben wurden. Der älteste der Beschuldigten war bei Abschluss der Vorermittlungen 97 Jahre alt. Die Zeitschrift Der Spiegel stellte die Frage, warum ehemalige KZ-Schergen, Zahnräder einer Mordmaschine, nun zur Rechenschaft gezogen würden, obwohl ihre vorgesetzten Befehlshaber meist ungestraft davonkamen. Christiaan F. Rüter, Leiter des Amsterdamer Forschungsprojekts Justiz und NS-Verbrechen, nannte die Verhaftung von Lipschis skandalös.
Mittels moderner, digitaler Analysen von SS-Dokumenten wollte die Staatsanwaltschaft Stuttgart die konkrete Tätigkeit von Lipschis innerhalb der Einsatzstrukturen der SS nachweisen und mit einer 3-D Vermessung des Tatortes nachweisen, dass er von dort, wo er eingesetzt war, auch alles sehen konnte, also wusste, was er tat.